# Dones a Armènia
Les dones a Armènia han gaudit de la igualtat de drets, incloent el dret de vot, des de l'establiment de la Primera República d'Armènia (1918-1920). El 21 i 23 de juny de 1919, es van celebrar les primeres eleccions directes parlamentàries a Armènia sota el sufragi universal: totes les persones majors de 20 anys tenien dret a votar, independentment del gènere, ètnia o creences religioses. En la legislatura de 80 escons, encarregada de fixar la fundació de l'Estat armeni, hi havia tres diputades: Katarine Zalyan-Manukyan, Perchuhi Partizpanyan-Barseghyan i Varvara Sahakyan.
La constitució de l'actual República d'Armènia va ser adoptada el 1991 i garanteix oficialment la igualtat de gènere. Això ha permès a les dones participar activament en tots els àmbits de la vida armènia. Les dones armenies han assolit protagonisme en entreteniment, política i altres camps.

## L'estatus tradicional de les dones
Tot i que algunes feministes nacionalistes des de principis del segle xx fins al present han inventat una visió de l'antiga societat armènia i la llei com a dona, pràcticament no hi ha evidència per a aquesta afirmació.
El codi legal de Mkhitar Gos, que data del segle xii, va intentar augmentar l'estatus de les dones a partir del seu nivell anterior, però el codi consagra explícitament la dominació dels homes i prohibeix el divorci, fins i tot en els casos de violència domèstica i de violació conjugal.
Els seus elements més progressistes semblen que mai s'han aplicat a la societat en general, i en els segles xviii i xix, tant els informes de forasters com dels pròpis armenis comenten la baixa condició de les dones en la societat tradicional armènia. Les dones casades eren pràcticament esclaves de les famílies dels seus marits, tot i que la situació va millorar gradualment amb el pas del temps.
Durant el primer any de matrimoni, no es permetia a les dones parlar amb ningú excepte el seu marit, i se'ls prohibia sortir de casa. Les núvies joves armènies van crear una llengua de signes anomenada Harnseren, que es tradueix com «Llenguatge de la núvia». És un llenguatge de signes basat en gest que es va desenvolupar contra la regla de silenci imposades a les dones armènies casades.
En alguns pobles, aquestes restriccions podien continuar fins i tot després del naixement del primer fill, i de vegades duraven més de deu anys. El suïcidi femení és més comú que el suïcidi masculí, en contrast de la situació a Occident.

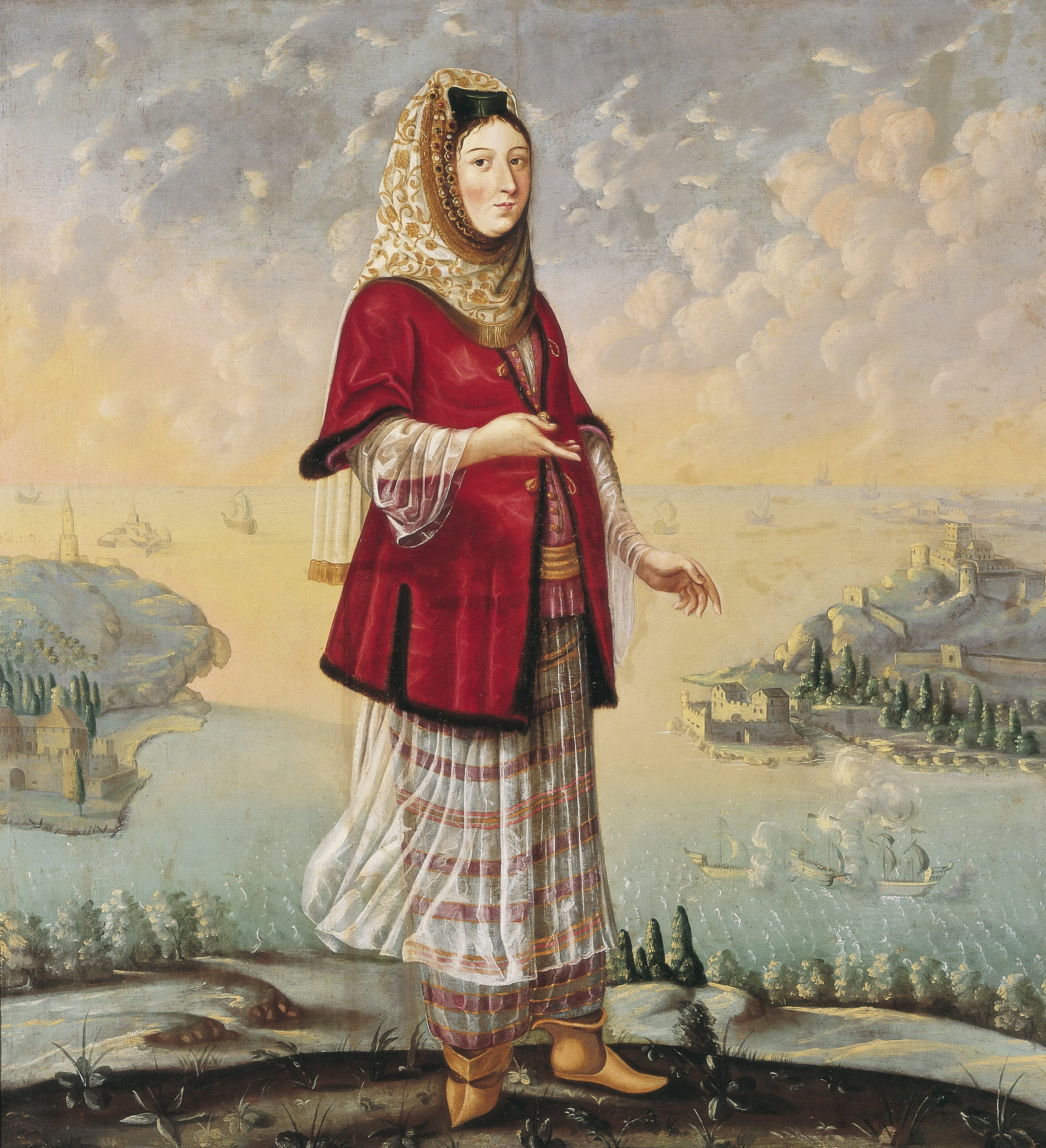
Quadre d'una dona armènia (c. 1682)
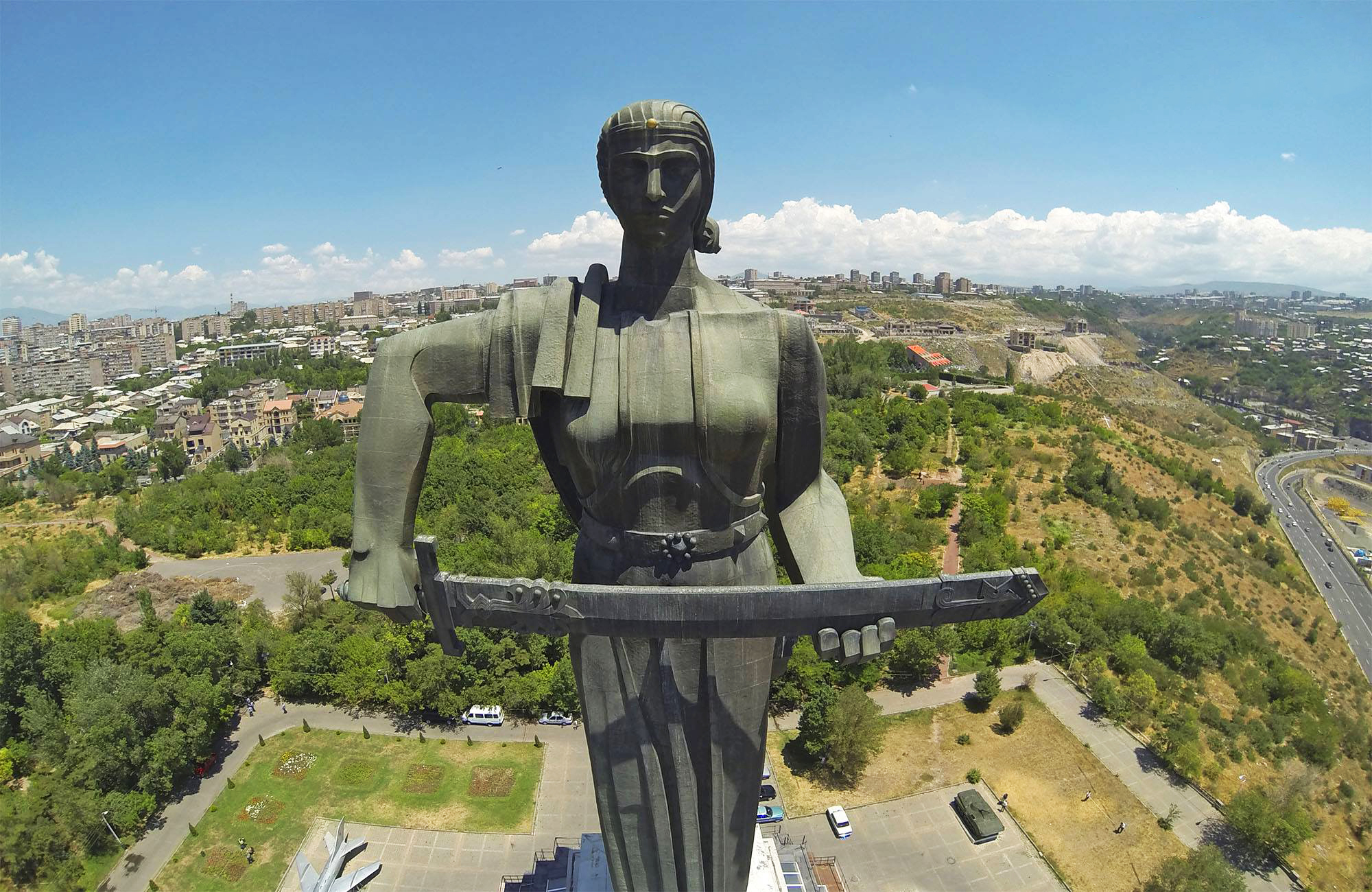
Estàtua de la Mare Armènia
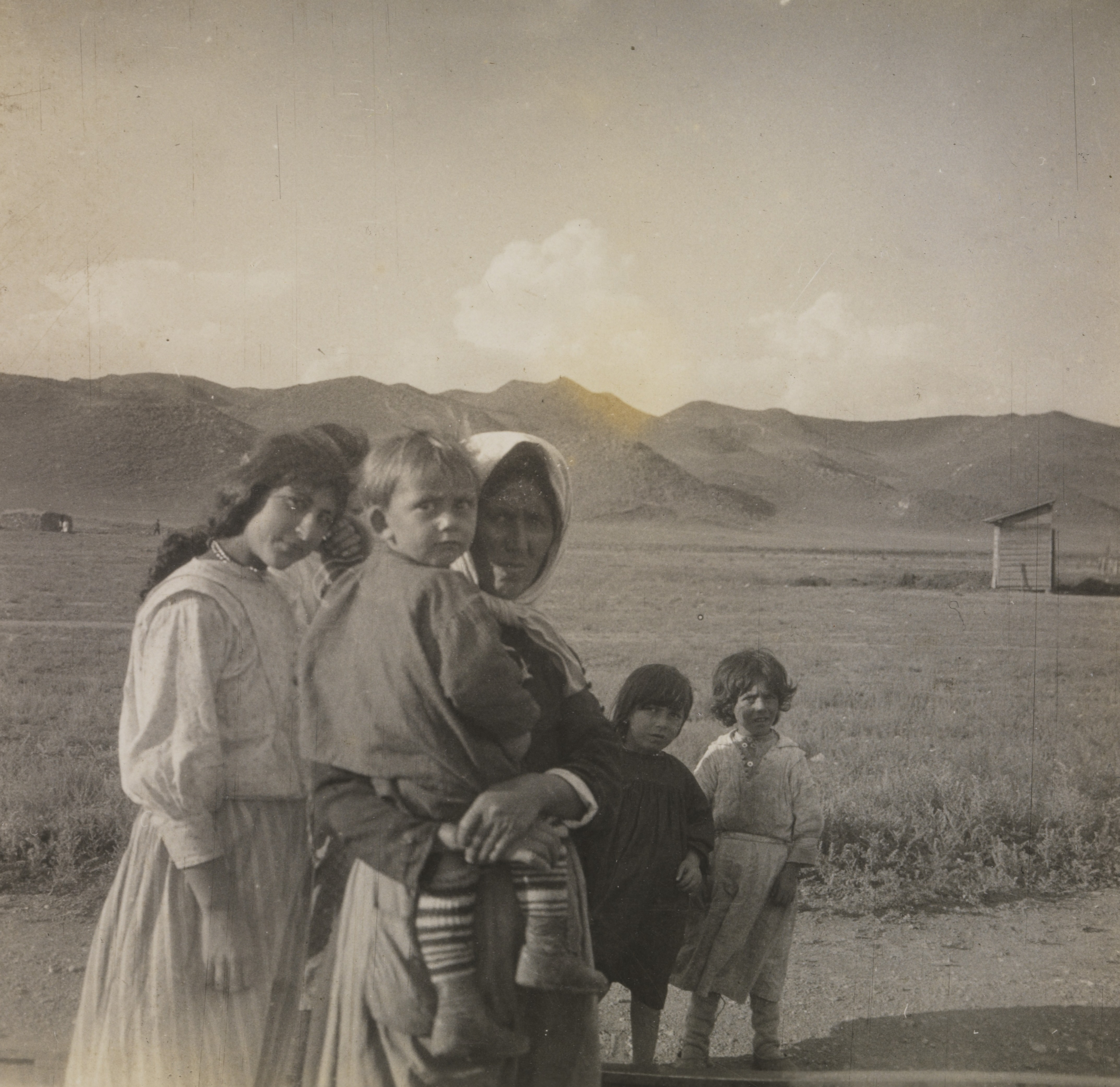
Dones armènies, 1925
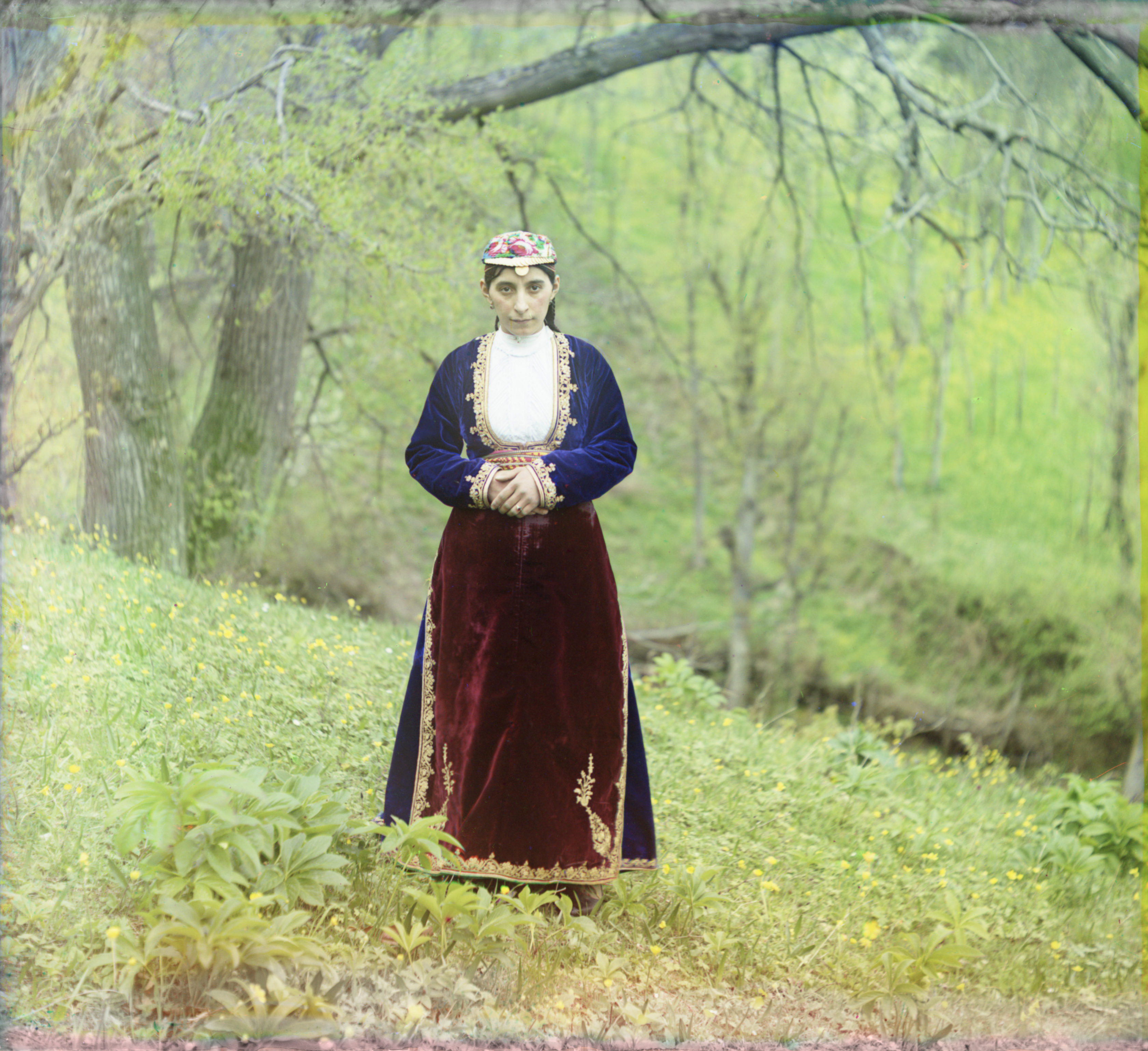
Dona armènia amb roba tradicional

Malgrat la posició inferior de les dones a la societat armènia, l'Església Apostòlica Armènia va permetre a les dones majors oportunitats d'assumir rols clericals que la majoria de les altres tradicions cristianes. Però a diferència de l'Església Ortodoxa Oriental, es van oposar fortament al divorci i, per tant, la taxa de divorcis de l'Armènia tradicional sempre ha estat entre les més baixes del món cristià.

## Treball i negocis
D'acord amb l'enquesta de negocis internacionals de Grant Thornton International, el 29% dels càrrecs de primer nivell a Armènia eren ocupats per les dones el 2010. No obstant això, aquesta xifra va disminuir fins al 23% el 2011. Basat en un informe de les Nacions Unides, hi havia 24 alcaldesses i dones líders comunitaris a Armènia, a més de 50 dones tenien posicions administratives de baix nivell.

## Violència de gènere
Segons l'Organització Mundial de la Salut, entre el 10% i el 60% de les dones armènies van patir violència masclista i violència domèstica el 2002; aquest gran interval de les dades es va deure a la poca informació sobre la violència domèstica a Armènia. Aquesta manca d'informació es produeix a causa del tractament de la violència domèstica com a matèria familiar i privada.
No hi ha lleis ben establertes contra la violència domèstica i la discriminació per gènere a Armènia. A més, divorciar-se d'un marit (fins i tot un d'abusiu), causen una «desgràcia social» a les famílies de les dones que es volen divorciar o denunciar la violència domèstica, perque es considera una «vergonya». Altres factors que contribueixen inclouen la manca de dones armènies amb estudis superiors o el nivell inferior de l'educació sobre els seus drets i com protegir-se de l'abús.

## L'estatus polític de les dones
Al maig de 2007, a través del decret legislatiu conegut com «La Llei de quotes de gènere», es van animar a les dones armènies a participar en la política. En aquest any, només set dones ocupaven posicions parlamentàries. Entre aquestes dones polítiques es trobava Hranush Hakobyan, la dona que ha estat més temps a l'Assemblea Nacional Armènia.
La relativa manca de dones al govern d'Armènia ha provocat que les dones armènies es consideressin «entre les més subrepresentades», i «entre el nombre més baix del món» per part dels observadors estrangers.
A més, el lloc de les dones armènies a la política es troba sovint en l'àmbit privat. Sovint la seva entrada en l'àmbit públic només es valora quan reflecteixen la imatge de l'ideal femení basat en les expectatives socials, que continuen posant una barrera en l'accessibilitat política, social i econòmica per a les dones.
El 2015, Arpine Hovhannisyan es va convertir en la primera dona armènia en accedir al càrrec de ministre de Justícia a Armènia, un càrrec que va tenir fins al 2017. Hovhannisyan també és una política i advocada.

## Salut i benestar
El 2010 i el 2011, durant el Mes de la dona i com a part del programa solidari «Per a vosaltres, dones», el Centre Mèdic Surb Astvatcamayr de la capital armènia d'Erevan va oferir serveis ginecològics i quirúrgics gratuïts a les dones d'Armènia durant un mes complet. Les dones de tot el país van anar per a buscar tractaments.

## Avortament selectiu de gènere

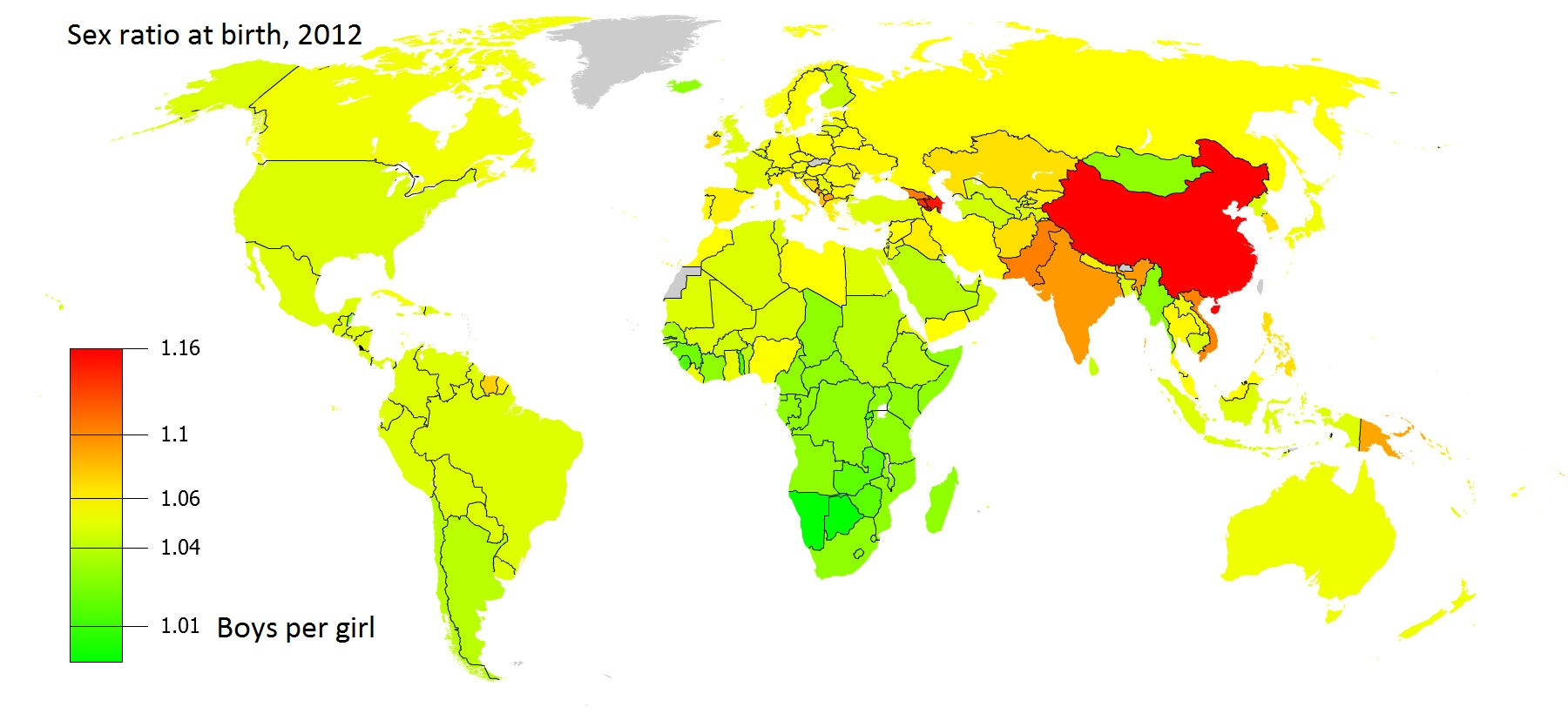
Mapa del món amb les relacions de sexe per naixement, 2012

S'informa l'avortament selectiu en funció del sexe com un problema al país, a causa de normes socials patriarcals que consideren que tenir un fill és preferible a tenir una filla.
No obstant això, a causa de la forta emigració sota la forma de «fuga de cervells», on els joves armenis van a l'estranger a la recerca de treball, hi ha més dones joves que homes del país, especialment entre els 20-30 anys: les dones representen el 55,8% de la població de 15 a 25 anys.

## Literatura
L'expressió literària escrita més antiga de dones armenies que ha arribat fins als nostres dies és la poesia de dues dones del segle iv, Cosroèntoque de Coltene i Sahakdukht de Siunik.
Després del renaixement literari armeni del segle xix i la difusió de les oportunitats educatives per a les dones, va sorgir diverses escriptores, entre elles l'escriptora feminista del segle xix Srpouhi Dussap, considerada la primera novel·lista armènia. Ella, igual que la seva contemporània Zabel Sibil Asadour, es troba generalment associada a Constantinoble i la tradició literària armènia occidental.
Zabel Yesayan, també nascuda a Constantinoble, es va associar amb la literatura armenia oriental establint-se a l'Armènia soviètica el 1933.
El Renaixement literari i la seva veu acompanyant de protesta també van tenir els seus representants a l'est amb les poetes Shushanik Sylvia Kaputikyan i Maro Markarian, que són probablement les dones poetes més conegudes de la República d'Armènia del segle xx i que van continuar la tradició del discurs polític a través de la poesia.

## Armènies destacades

### Armènies de l'edat mitjana
- Alícia d'Armènia
- Alícia de Korikos
- Damsel de Xipre
- Estefania d'Armènia
- Isabella de Toron
- Joana de Tarent
- Katranide I
- Cosroèntoque
- Margaret de Lusignan
- Maria de Korikos
- Mariam de Baspracània
- Sahakdukht

### Actrius
- Alis Kaplandjyan
- Anati Saqanyan
- Angela Sarafyan
- Ani Lupe
- Ani Yeranyan
- Anna Elbakyan
- Arpi Gabrielyan
- Aurora Mardiganian
- Elena Vardanyan
- Emilia Zoryan
- Eva Khachatryan
- Galya Novents
- Ivetà Mukutxian
- Karina Burnazyan
- Louisa Nersisyan
- Maria Nalbandian
- Marinka Khachatryan
- Nazeni Hovhannisyan
- Nina Manucharyan
- Sofya Poghosyan
- Sona Shahgeldyan
- Svetlana Grigoryan
- Verjaluys Mirijanyan

### Ballarines
- Anastasia Grebenkina
- Ksenia Smetanenko
- Rima Pipoyan
- Safinaz
- Tiffany Hyden
- Tina Garabedian

### Cantants
- Alin Goyan
- Alla Levonyan
- Amalia Margaryan
- Araksia Gyulzadyan
- Arev Baghdasaryan
- Arpi Gabrielyan
- Athinà Manukian
- Erna Mir
- Flora Martirosian
- Hasmik Harutyunyan
- Hasmik Karapetyan
- Ivetà Mukutxian
- Julia Boutros
- Karina Evn
- Lilit Bleyan
- Lilit Hovhannisyan
- Lousine Gevorkyan
- Luara Hayrapetyan
- Maria Nalbandian
- Narine Dovlatyan
- Ofelya Hambardzumyan
- Silva Hakobyan
- Sofi Mkheyan
- Siuzan Margarian
- Siuzannà Melkonian
- Tamar Kaprelian
- Zaruhi Babayan

### Científiques
- Hranush Tovmasyan
- Hripsime Djanpoladjian
- Lilya Budaghyan
- Ninet Sinaii
- Srbui Lisitsian

### Escriptores
- Gohar Markosjan-Käsper
- Hranush Arshagyan
- Cosroèntoque
- Mariam Petrosyan
- Marine Petrossian
- Maro Markarian
- Metakse
- Sahakdukht
- Seda Vermisheva
- Shushanik Kurghinian
- Silva Kaputikyan
- Tatev Chakhian
- Zabel Yesayan

### Escultores
- Aytsemnik Urartu
- Lilit Teryan
- Nona Gabrielyan
- Tereza Mirzoyan

### Esportistes
- Amaliya Sharoyan
- Ani Khachikyan
- Ani Poghosyan
- Anush Manukyan
- Carrie Schopf
- Diana Khubeseryan
- Houry Gebeshian
- Susi Kentikian
- Varsenik Manucharyan
- Yuliana Mikheeva

### Jugadores d'escacs
- Anna Hairapetian
- Arusiak Grigorian
- Elina Danielian
- Evgeniya Doluhanova
- Goar Hlgatian
- Lilit Galojan
- Lilit Mkertxian
- Ludmila Aslanian
- Maria Gevorgyan
- Maria Kursova
- Narine Karakashian
- Nelly Aginian
- Nonna Karakashyan
- Shushanna Sargsyan
- Siranush Andriasian
- Siranush Ghukasyan
- Sona Asatryan
- Tatev Abrahamyan

### Metgesses
- Adelaida Avagyan
- Elena Kalantaryan
- Leyla Adamyan
- Zaruhi Kavaljian

### Periodistes
- Ani Samsonyan
- Anna Hakobyan
- Anush Babajanyan
- Iveta Tonoyan
- Liussi Kotxarian
- Tsvetana Paskaleva

### Pianistes
- Anahit Nersesyan
- Anaida Sumbatya
- Dora Serviarian Kuhn
- Heghine Rapyan
- Julietta Vardanyan
- Kariné Poghosyan
- Marianna Shirinyan
- Nairi Grigorian
- Nareh Arghamanyan
- Nariné Simonian
- Sofya Melikyan
- Svetlana Navasardyan
- Varduhi Yeritsyan

### Pintores
- Arevik Tserunyan
- Armine Tumanyan
- Eranuhi Aslamazyan
- Gayane Khachaturian
- Hripsime Margaryan
- Jackie Kazarian
- Lilit Soghomonyan
- Maide Arel
- Mariam Aslamazyan
- Nelly Danielyan
- Nona Gabrielyan
- Nune Siravyan
- Zuleika Bazhbeuk-Melikyan

### Polítiques
- Ani Samsonyan
- Anna Kostanyan
- Arpine Hovhannisyan
- Hranush Hakobyan
- Iveta Tonoyan
- Lilit Galstyan
- Lilit Makunts
- Mane Tandilyan
- Naira Zohrabyan
- Sona Ghazaryan
- Srbuhi Grigoryan
- Taguhi Ghazaryan
- Zaruhi Batoyan

### Altres
- Diana Abgar (diplomàtica)
- Eliza Muradyan (model)
- Ivetà Mukutxian (model)
- Karine Kazinian (diplomàtica)
- Marie Balian (ceramista)
- Matild Manukyan (empresària)
- Sofya Poghosyan (model)
- Victoria Aleksanyan (directora de cinema)